# Вычисления с оракулом
Вычисления с оракулом — вычисление с помощью машины Тьюринга, дополненной оракулом с неизвестным внутренним устройством.
Постулируется, что оракул способен «угадать» решение проблемы разрешимости за одно обращение (один такт вызывающей его машины Тьюринга), после чего (машине Тьюринга) останется лишь это решение проверить.

## Машина Тьюринга с оракулом
Машина Тьюринга взаимодействует с оракулом путём записи на свою ленту входных данных для оракула и затем запуском оракула на исполнение. За один шаг оракул вычисляет функцию, стирает входные данные и пишет выходные данные на ленту. Иногда машина Тьюринга описывается как имеющая две ленты, одна предназначена для входных данных оракула, другая — для выходных.

## Сложностные классы машин с оракулом
Сложностный класс задач решаемых алгоритмом из класса A с оракулом для задачи класса B обозначают AB. Например, класс задач решаемых за полиномиальное время детерминированной машиной Тьюринга с оракулом для NP задачи обозначают PNP.